# 38044 Michaellucas
38044 Michaellucas è un asteroide della fascia principale. Scoperto nel 1998, presenta un'orbita caratterizzata da un semiasse maggiore pari a 1,9331642 au e da un'eccentricità di 0,0982369, inclinata di 20,86830° rispetto all'eclittica.
L'asteroide è dedicato allo scienziato e ricercatore statunitense Michael Lucas, del Dipartimento di Scienze Terrestri e Planetarie presso l'Università del Tennessee.